# فرودگاه پورتلند، استرالیا
 فرودگاه پورتلند، استرالیا (به انگلیسی: Portland Airport (Australia)) یک فرودگاه همگانی با کد یاتا PTJ است که یک باند فرود آسفالت دارد و طول باند آن ۱۶۱۶ متر است. این فرودگاه در کشور استرالیا قرار دارد و در ارتفاع ۸۱ متری از سطح دریا واقع شده است.